# Ángel Carmona
Ángel Carmona Ristol (1924 - 1997) foi um escritor e dramaturgo espanhol.
Ángel Carmona foi um relevante escritor e dramaturgo catalão do século XX, fundador da companhia teatral A Pipironda a qual manteve sua actividade por mais de quatro décadas. Carmona destacou na difusão cultural, sendo um dos pioneiros do teatro independente catalão de pós-guerra.
Dos muitos trabalhos literários realizados por Ángel Carmona destacam duas obras capitais: ensaio Dos Catalunyas. Juegos Floralescos e chabacanos, nos anos sessenta, il'Antologia da poesia social catalã, aos setenta.

## Biografia
Ángel Carmona Ristol nasceu em Lérida, Catalunha, o 16 de novembro de 1924 filho de Ángel Carmona e María Ristol. De ideologia comunista, estudou direito e começou com a inquietude teatral desenvolvendo um intenso labor no teatro independente catalão. Em 1959 funda a companhia "A pipironda" que se manteve activa por mais de quarenta anos sendo uma da companhia referenciais das artes escénicas da Catalunha.
"A Pipironda" foi uma companhia alternativa que trabalhou fundamentalmente fora dos circuitos oficiais. Acercou o teatro ao povo, levando-o a espaços pouco habituais como bares, cooperativas operárias, centros cívicos, vos atam operários, etc. A companhia de Carmona contava com muito escassos recurso e não cobrava entrada, ainda assim realizava montagens em onde se chegava a adaptar os grandes clássicos. Carmona empenhou-se em introduzir o teatro na vida quotidiana da gente, levando a cultura a todo mundo, este empenho não foi bem recebido pelos testamentos teatrais oficiais. Em seus mais de quarenta anos de vida na pipironda formaram-se muitos actores e actrizes bem como escritores como Xavier Fàbregas, Víctor Mora ou Francisco Candel.
Ángel Carmona morreu em Barcelona em 1997 quando contava 72 anos de idade.

## Fundo
No Museu das Artes Escénicas de Catalunha conserva-se um fundo que abarca desde 1950 até 1997 o qual contém artigos de imprensa e guiões teatrais. Também encontramos programas de mão das obras representadas pela companhia A Pipironda, 9 cartas, 11 desenhos e 4 fotografias. O 2010 é vai republicar també um assaig em format de llibre sota o nom de Dues Catalunyes. Jocsfloralescos i xarons (Palma: Lleonard Muntaner, 2010, a cura de Branca Llum Vidal; originalment publicat o 1967).